# TT64
La tumba tebana TT64 es una tumba del Antiguo Egipto que se encuentra en Sheikh Abd el-Qurna. Forma parte de la necrópolis tebana, situada en la orilla oeste del Nilo, frente a Luxor. La tumba es el lugar de entierro del antiguo egipcio Hekerneheh, quien fue Tutor Real del Príncipe Amenhotep durante el reinado de Tutmosis IV y vivió hasta el reinado de Amenhotep III en la XVIII Dinastía.
Se muestra a Hekerneheh con el hijo del Rey, Amenhotep, quien más tarde se convertiría en Amenhotep III. Detrás de Hekerneheh se muestran seis príncipes reales. Uno de ellos es el príncipe Amenemhat, hijo de Tutmosis IV y cuyos vasos canopos fueron encontrados en la tumba de su padre, KV43.